# ボンドークー

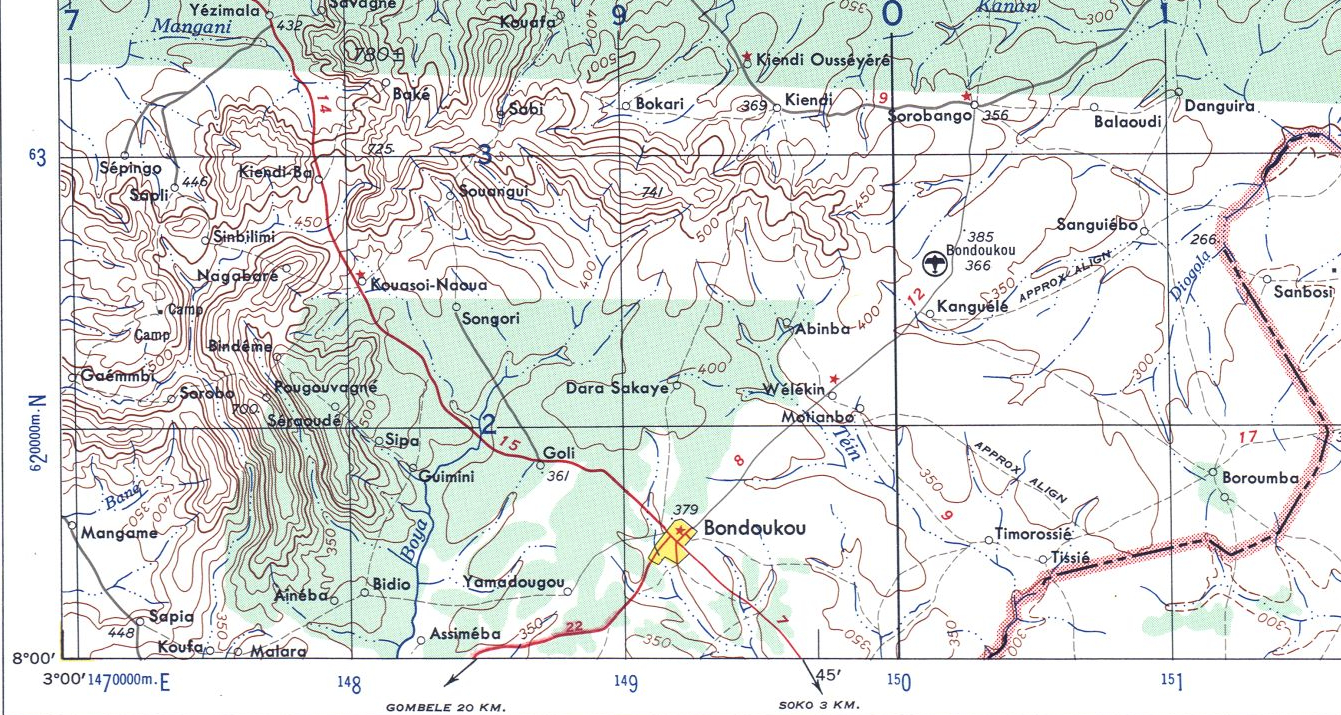
1957年のボンドークー周辺地図。赤線は国境。

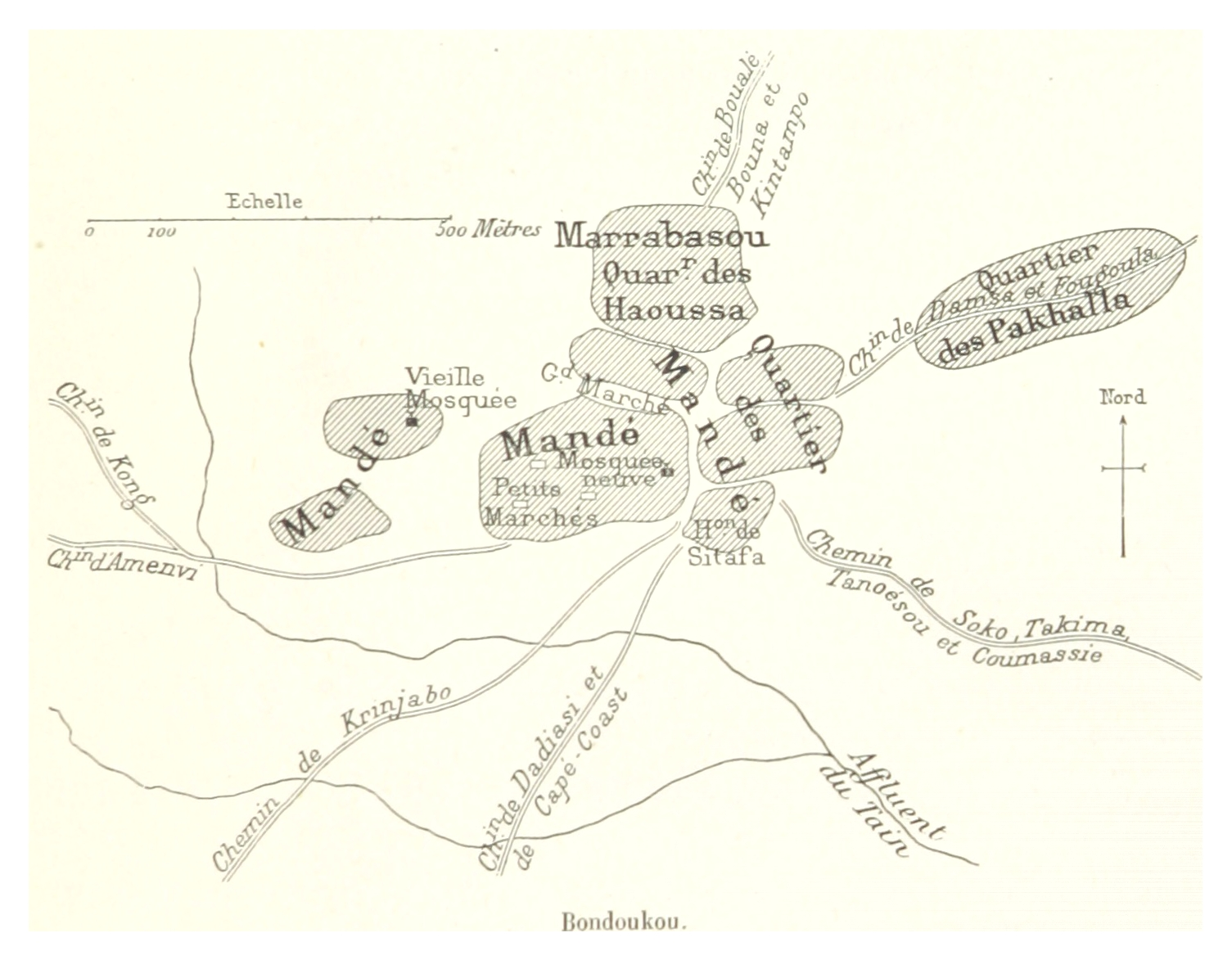
1892年のボンドークーの地図

ボンドークー(フランス語：Bondoukou)は、コートジボワール北東部のザンザン地方の首府。
ゴントゴ州の州都でもある。
2014年の人口は約11.7万人。
アビジャンから420km離れている。

ガーナ国境に近い。
A1号線が通り、北のソロバンゴと、東のガーナに分岐する。

## 歴史
元々ジュラ人の交易所が有った。
17世紀初頭、アカン人の一派のアブロン族が征服すると、すぐにジャーマン王国の経済の中心になった。

1888年11月13日、フランスの保護国になった。
1895年9月、サモリ・トゥーレが征服しワスール帝国に併合した。
1897年7月、フランスが再征服した。
1899年、フランス領西アフリカに併合された。
植民地時代終盤には、近くの州都のロティに人口を奪われ大きな村の水準まで落ち込んでいた。
1964年、州都になり最大の町になった。
1980年、コートジボワール民主党(PDCI-RDA)政府に反対する学生によって、全国で初めて中学校のストが起こった。
第1次コートジボワール内戦が始まると、政府軍と反乱軍は国を南北に分割した。
ボンドークーは北東部における国際連合コートジボワール活動(ONUCI)の重要拠点になった。

## 交通
- ソコ空港（英語版）

## 気候
| ボンドークーの気候     | ボンドークーの気候 | ボンドークーの気候 | ボンドークーの気候 | ボンドークーの気候 | ボンドークーの気候 | ボンドークーの気候 | ボンドークーの気候 | ボンドークーの気候 | ボンドークーの気候 | ボンドークーの気候 | ボンドークーの気候 | ボンドークーの気候 | ボンドークーの気候 |
| 月                     | 1月                | 2月                | 3月                | 4月                | 5月                | 6月                | 7月                | 8月                | 9月                | 10月               | 11月               | 12月               | 年                 |
| ---------------------- | ------------------ | ------------------ | ------------------ | ------------------ | ------------------ | ------------------ | ------------------ | ------------------ | ------------------ | ------------------ | ------------------ | ------------------ | ------------------ |
| 平均最高気温 °C （°F） | 33.7 (92.7)        | 35.0 (95)          | 34.5 (94.1)        | 32.8 (91)          | 31.6 (88.9)        | 29.5 (85.1)        | 27.9 (82.2)        | 27.6 (81.7)        | 28.7 (83.7)        | 30.5 (86.9)        | 32.0 (89.6)        | 32.2 (90)          | 31.3 (88.3)        |
| 日平均気温 °C （°F）   | 26.4 (79.5)        | 28.0 (82.4)        | 28.2 (82.8)        | 27.5 (81.5)        | 26.6 (79.9)        | 25.2 (77.4)        | 24.3 (75.7)        | 24.0 (75.2)        | 24.3 (75.7)        | 25.3 (77.5)        | 26.0 (78.8)        | 25.5 (77.9)        | 25.9 (78.6)        |
| 平均最低気温 °C （°F） | 19.6 (67.3)        | 21.6 (70.9)        | 22.5 (72.5)        | 22.5 (72.5)        | 22.2 (72)          | 21.3 (70.3)        | 20.9 (69.6)        | 20.7 (69.3)        | 20.7 (69.3)        | 20.9 (69.6)        | 21.1 (70)          | 19.7 (67.5)        | 21.1 (70)          |
| 降水量 mm （inch）     | 7.9 (0.311)        | 26.9 (1.059)       | 92.3 (3.634)       | 123.7 (4.87)       | 156.1 (6.146)      | 160.2 (6.307)      | 96.5 (3.799)       | 90.0 (3.543)       | 175.1 (6.894)      | 130.5 (5.138)      | 31.6 (1.244)       | 11.1 (0.437)       | 1,101.9 (43.382)   |
| 平均月間日照時間       | 227.0              | 221.0              | 212.9              | 205.4              | 207.0              | 157.7              | 111.4              | 90.4               | 118.7              | 186.5              | 196.6              | 202.9              | 2,137.5            |
| 出典：NOAA             |                    |                    |                    |                    |                    |                    |                    |                    |                    |                    |                    |                    |                    |

## 民族対立
1990年代～2000年代、クランゴ人と、ブーナから近年移住したロビ人の間で紛争が続いた。